# Tölzer Leonhardifahrt
Bei der Tölzer Leonhardifahrt im oberbayerischen Bad Tölz (in örtlichem Dialekt Lehardi oder Lehards) handelt es sich um eine Wallfahrt zu Ehren des Viehpatrons, dem Heiligen Leonhard. Die erste verbürgte Leonhardifahrt in Tölz fand 1772 statt, in ihrer heutigen Form jährlich seit 1856, für gewöhnlich am 6. November. Als größte und bedeutendste Leonhardifahrt erreichte diese überregionale Bekanntheit und wurde im Juli 2016 als „Tölzer Leonhardifahrt“ als immaterielles Kulturerbe Bayerns anerkannt. Im Dezember 2016 folgte durch die Deutsche UNESCO-Kommission die Aufnahme ins bundesweite Verzeichnis.

## Geschichte

### Ursprünge
Auf dem Höhenberg in Tölz soll einst ein „heiliger Baum“ gestanden haben, der schon als Ziel eines heidnischen Umrittsbrauches diente, was heute jedoch als unwahrscheinlich gilt. Denn die Leonhardsverehrung in Tölz als Viehpatron begann erst, nachdem die Kapelle bereits erbaut war. Diese wurde ursprünglich zu Ehren der Schmerzhaften Muttergottes erbaut, während Leonhard noch schlicht als Patron der Gefangenen galt.

Leonhardikapelle und Leonhardifahrt (aus dem „Kalender für katholische Christen“ 1862)

In der Kirche Mariä Himmelfahrt befand sich schon seit 1415 ein St. Leonhards- und Georgsbenefizium, gestiftet vom Herzogspaar Ernst und Elisabeth und dem Erbprinzen Albrecht. Auch von Messen zu Ehren Leonhards im 16. und 17. Jahrhundert wird berichtet.
Tölzer Zimmerleute gelobten während der Sendlinger Mordweihnacht 1705, im Falle einer glücklichen Heimkehr zum Dank eine Kapelle zu errichten. Doch erst nach dem Abzug der österreichischen Besatzer und der Rückkehr des Kurfürsten Max Emanuel 1715 konnte dieses Gelöbnis erfüllt werden. Zu Ehren der Muttergottes wurde daher eine Kapelle auf dem Höhenberg errichtet. Bauherren waren die Zimmerermeister Kanzler, Meier und Lindner, unterstützt von 22 Gesellen, dem Pfarrmesner Müsner als Handwerksschreiber, sowie weiteren Tölzer Bürgern. Am 17. November 1718 wurde diese Kapelle vom Tölzer Pfarrer Nicodemus Samweber eingeweiht. Der fürstbischöfliche Segen erfolgte am 14. September 1722 durch Bischof Johannes Franz Eckher von Kapfing und Lichteneck, gleichzeitig mit der soeben fertig gestellten Kalvarienberganlage. Eine von Samweber angeregte Erweiterung der Kapelle wurde 1722 vom Tölzer Rat abgelehnt, da in der benachbarten Kirche genug Platz vorhanden sei und unklar wäre, welcher Kirche der größere Andrang galt.
Von einer Verehrung als Vieh- und Rosspatron Leonhards war dabei aber noch nicht die Rede, da Leonhard damals noch nur als Patron der Gefangenen und Kranken galt. Da sich auf diesem Höhenberg eine der beiden Tölzer Richtstätten befand, erscheint aber ein Zusammenhang zur zunehmenden Leonhardsverehrung als möglich, der als Schirmherr der Gefangenen auch jener der Verurteilten ist. Einen solchen Zusammenhang zwischen früheren Hinrichtungsstätten und Leonhardsverehrung findet man auch andernorts. Die zunehmenden Viehseuchen im 18. Jahrhundert führten dann zu einer Ausweitung Leonhards als Viehpatron und der Ort diente zunehmend als Ziel von Wallfahrten und Bittgängen.
Die Nähe des Galgens zur Kapelle führte jedoch zu Protesten, wegen des „schlechten Prospekts“ und da sich ein Galgen neben der Kapelle „nicht schicken will“. Daher wurde dieser 1761 abgebrochen und weiter nördlich neu errichtet. Bereits 1718 befand sich in der Kapelle ein Brustbild Leonhards, das in der Mitte des 18. Jahrhunderts in der Mitte platziert wurde. Die Verehrung Leonhards und entsprechende Votivgaben stiegen stark an, während die zu Ehren Marias stark abnahmen. Im Tölzer Flurplan von 1812 ist bereits von der „Leonhardskapelle“ die Rede, obwohl Maria bis heute die Hauptpatronin des Gotteshauses ist.
Während der Säkularisation drohte der Kapelle der Abriss. Diesen verfügte bereits der Tölzer Landrichter 1804, konnte aber von Tölzer Zimmerern hinausgezögert und schließlich abgewendet werden. Da zu dieser Zeit bereits ein reger Umrittsbrauch herrschte, setzte sich vor allem der spätere Bürgermeister Anton Niggl für den Erhalt ein.

### Anfänge der „wilden“ Wallfahrt
Wann die erste Wallfahrt zu Ehren Leonhards in Tölz stattfand, ist nicht gesichert. Als erster verbürgter Termin gilt der 6. November 1772, der im Verkündbuch der Pfarrei Tölz festgehalten ist. Frühere Wallfahrten gelten zwar als wahrscheinlich, aber Votivhufheisen von 1719 oder ein Truhenwagen aus Gaißach von 1732 gelten nicht als sichere Beweise. Als wahrscheinlich gilt, dass die Viehseuche von 1743 den ersten Bittgang zur Kapelle der Schmerzhaften Muttergottes auslöste. Als Viehpatron wurde Leonhard zu diesem Zeitpunkt aber noch nicht verehrt. Nach 1772 fand die Wallfahrt aber bereits regelmäßig statt, mit Ausnahme zur Zeit der Säkularisation, als die Wallfahrt verboten war. Eine Pferdesegnung fand auch noch nicht statt. 1913 zitiert der Brauchtumsforscher Georg Schierghofer: „Noch in den Fünfzigerjahren des vorigen Jahrhunderts erschienen am frühesten Morgen des Leonharditages vereinzelt Reiter auf dem Berge, sprengten dreimal um die Kapelle und entfernten sich wieder, während die festliche Umfahrt erst am Vormittag stattfand.“

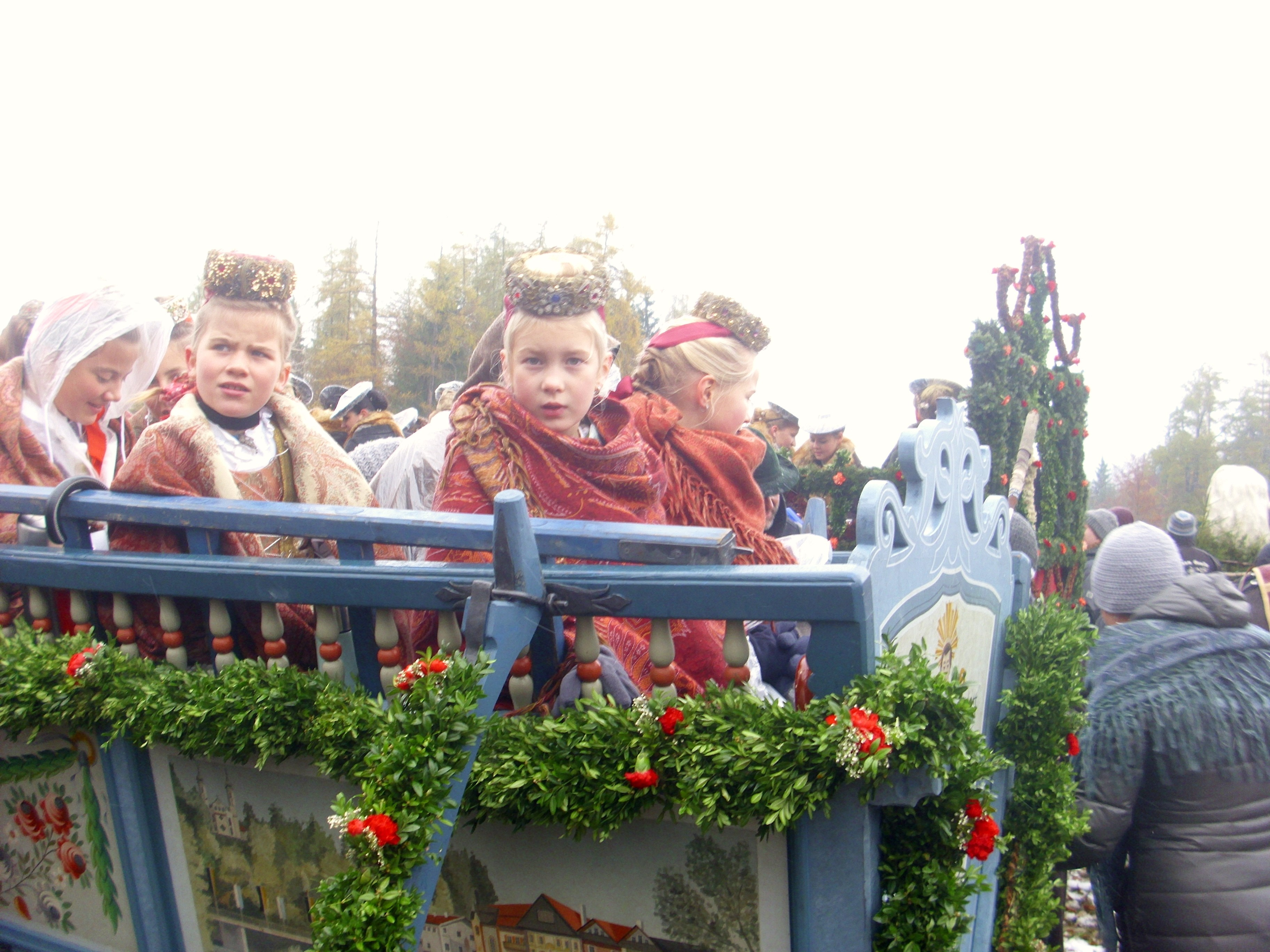
Mädchen in Alttölzer Tracht mit Krönchen (2016)

Die Beschreibung eines unbekannten Autors von 1803 schildert: „Diese Fahrt begehen die Bauern und Bäuerinnen hiesiger und benachbarter Gegend auf Wägen, welche mit buntem Papier und grellfarbigen Bändern geschmückt und von ebenauch verschiedentlich gezierten Pferden gezogen werden.“ Gleichzeitig kritisiert der Autor aber auch Fahrten „in größter Eile mit Lebensgefahr“, „tollkühne Handlungen“ und „Biertaumel“.

### Geordnete Wallfahrt ab dem 19. Jahrhundert
Es ist vor allem dem Pfarrer Joseph Pfaffenberg zu verdanken, dass sich die Tölzer Leonhardifahrt zur größten und bekanntesten ihrer Art entwickelte. 1855 kam dieser als Pfarrer nach Tölz. Sein Gefallen am religiösen Charakter der Wallfahrt trübten allerdings „plane Unordnung“, sowie „Ungeziemendes und Gefahrvolles“, wie er in einem Schreiben an den Tölzer Magistrat ausführte. Pfaffenberg sorgte 1856 für eine Neuordnung und ein straffes Regelkorsett. Am 4. November 1856 verkündete er bei einer Predigt: „Die St. Leonhardifahrt am nächsten Donnerstag wird heuer in nachfolgender Ordnung gehalten: Alle jene, welche an dieser altehrwürdigen Fahrt teilnehmen, versammeln sich vor 9 Uhr außerhalb des Gottesackers. Um 9 Uhr beginnt unter Voranritt eines Geistlichen mit dem Kreuzpartikel unter Gebet die Fahrt durch den Markt nach der St. Leonhardikapelle auf dem Höhenberg, dort wohnen die Teilnehmer dem Amte bei, nach welchem dem Zuge der heilige Segen gegeben wird, welcher sich sofort auf dem Wege zur Mühlfeldkirche zurückbegibt, wo der letzte Segen gegeben und der Zug geschlossen wird.“ Diese Ordnung gilt bis heute, war seinerzeit jedoch nicht unumstritten. Auch aus Trotz, so berichtet das Tölzer Amts- und Wochenblatt, umritten noch zehn Jahre später manche Reiter eigenmächtig die Kapelle vor dem eigentlichen Umzug. Gerade „junge Burschen“ hätten die „Fahrt für sich gemacht und sich nur teilweise an den Zug gehalten“. Der Magistrat begrüßte allerdings diese Reformen und auch der größte Teil der Bauernschaft billigte diese. Gegenwind erhielt Pfaffenberg allerdings aus eigenen Reihen. Noch am 5. November 1856 forderte das erzbischöfliche Ordinariat in München Pfarrer Pfaffenberg schriftlich dazu auf, bei der Fahrt die „früher übliche Art und Weise beizubehalten“. Der Dekanatsvorstand Bachmair aus Gaißach beklagte „übermäßigen Reformeifer“. Dennoch ließ sich Pfaffenberg nicht beirren. Neun Jahre später erkundigte sich das Münchner Ordinariat, ob es „Missbräuche oder Ungehörigkeiten“ gäbe und fand sich mit der Neuordnung ab.
Die Tölzer Leonhardifahrt fand stets am 6. November statt, es sei denn, dieses Datum fiel auf einen Sonntag, da Leonhardi nicht den regulären Gottesdienstbesuch der Wallfahrer behindern sollte. Nach der Neuordnung 1856 wurde Leonhardi dabei stets auf den Martinitag, einen Freitag, verschoben. Aufgrund des Fastengebots der Kirche brachte dies jedoch Probleme mit sich. Sowohl Teilnehmer als auch Besucher beklagten das Fleischverbot in den Wirtshäusern. 1870 beantragte der Tölzer Magistrat erstmals einen Fastendispens beim erzbischöflichen Ordinariat, was jedoch strikt abgelehnt wurde. Ab 1881 wurde daher der folgende Montag als Ausweichtermin festgelegt. Um auch der arbeitenden Bevölkerung den Besuch zu ermöglichen, wurde unter Bürgermeister Gregor Schöttl ab 1966 Leonhardi in diesem Fall auf Samstag vorverlegt, was bis 2010 galt. Dennoch bestand weiterhin das Problem, wenn Leonhardi auf einen gewöhnlichen Freitag fiel. 1885 erfolgte ein erneuter Antrag beim Bischof, auch da sich bei Tölzer Gastwirten „ein gewaltiges Murren erhob“. Dennoch scheiterte auch dieser Antrag erneut. Erst am 16. Oktober 1891 war das Ordinariat überzeugt, für die Wallfahrer und Gäste einen Fastendispens zu erlassen, was diesen gestattete, auch freitags, aber nur an Leonhardi, Fleisch zu essen.

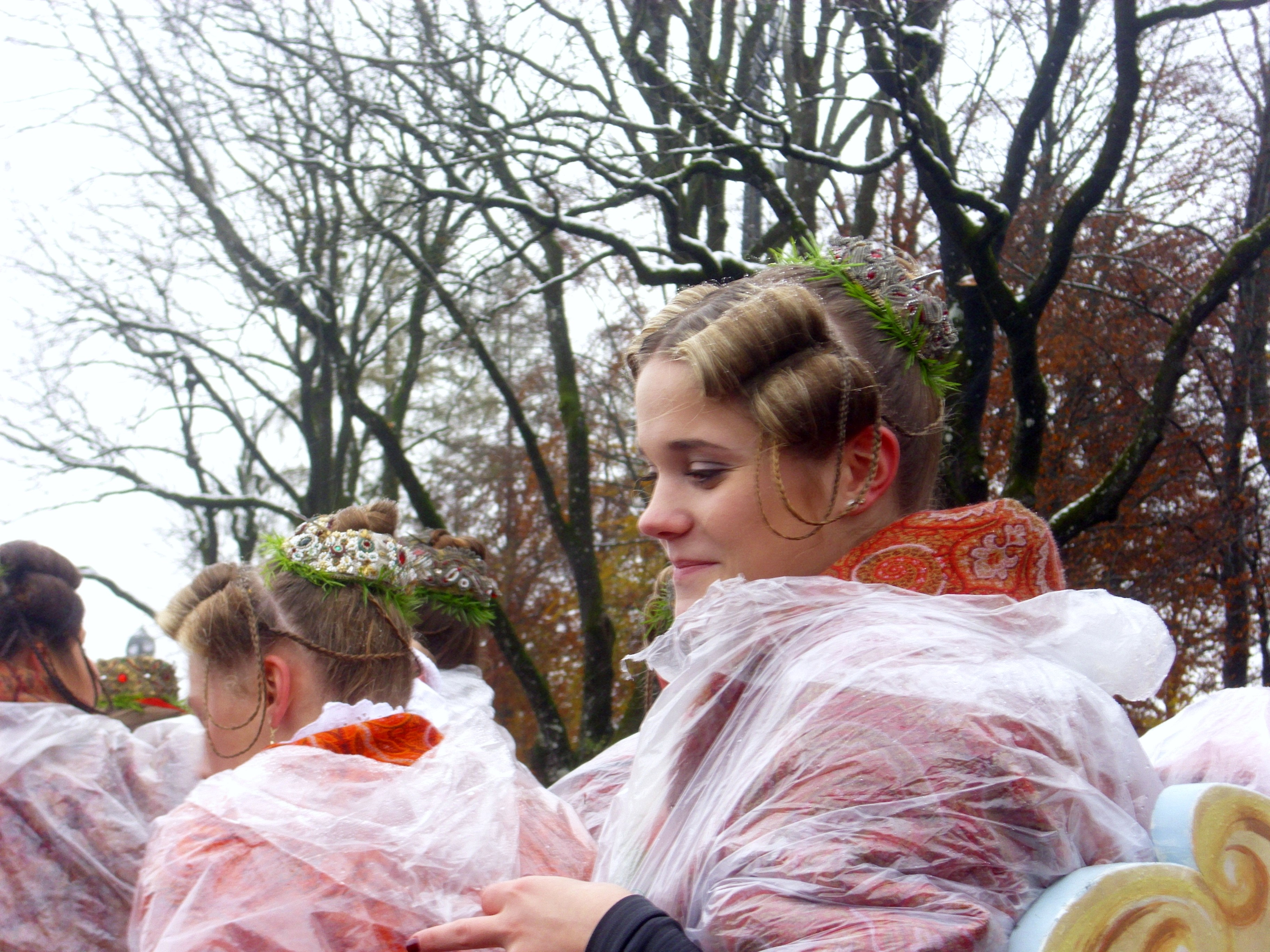
Typische Leonhardi-Frisur, nach Biedermeiermuster, mit Haarröllchen, „Affenschaukeln“ und eingeflochtenem Asparagus. Das ovale Kranl wird nur von unverheirateten Frauen getragen. (2016)

Die Besucherzahlen wuchsen fast kontinuierlich von Anfang an, Ende des 19. Jahrhunderts wurde erstmals die Zahl 10.000 erreicht. Nach der Eröffnung des Abschnitts Holzkirchen–Tölz der heutigen Bahnstrecke München–Lenggries fuhren von München aus Sonderzüge nach Tölz, so 16 Sonderzüge im Jahr 1894.
1910 erwarb die Stadt Bad Tölz den Grund um die Kapelle für 6500 Mark und sicherte damit den Fortbestand der Wallfahrt. 1911 bot das Kaufhaus Oberpollinger in München erstmals Nachbildungen und Spielzeug der Tölzer Leonhardifahrt an und 1912 wurde diese erstmals kinematografisch aufgenommen und deutschlandweit in Kinos gezeigt. Kriegsbedingt fiel in den Jahren 1917 und 1918 erstmals seit 1856 wieder die Wallfahrt aus. Der aus Bad Heilbrunn stammende Benediktinerpater Magnus Lorenz Meiller war in den 1920er-Jahren als Missionar in Zululand, im heutigen Südafrika, tätig, und veranstaltete dort 1925 eine Leonhardifahrt nach Tölzer Vorbild, wobei mehr als 1000 Stück Vieh gesegnet wurden.
Auch prominenten Besuch erhielt die Tölzer Leonhardifahrt immer wieder, z. B. 1877 von Prinzregent Luitpold, 1887 von der Frau des Herzogs Carl Theodor, Maria Josepha von Portugal, mitsamt Kindern und Gefolge sowie 1893 gemeinsam die Königin von Württemberg, der Großherzog von Luxemburg und der Erbgroßherzog von Baden mit Gefolge, außerdem Richard Klemens von Metternich. 1904 besuchte Eugenio Pacelli, der spätere Papst Pius XII. die Wallfahrt und äußerte sich darüber „in wohlgefälligster Weise“. Als die Leonhardifahrt immer bekannter wurde, waren auch immer mehr prominente Gäste aus Politik, Klerus und der Region zu verzeichnen, insbesondere auch Heimat- sowie Brauchtumspfleger.

### Zeit des Nationalsozialismus
Nach ihrer Machtübernahme versuchten die Nationalsozialisten, die Leonhardifahrt in ihrem Sinne zu instrumentalisieren und umzudeuten. Ein Bericht im Völkischen Beobachter vom 4. November 1934 über die Tölzer Leonhardifahrt enthielt ausführliche Schilderungen über germanische Mythologie und nordische Götter. Das Christentum habe den germanischen Umrittsbrauch einfach übernommen: „Der christliche Heilige, der an die Stelle Thors getreten ist, ist für unseren Volksstamm Leonhard und wir können auch heute noch aus der Leonhardifeier den alten Kult erkennen.“ Die Tölzer Zeitung wertete 1933 den Besuch von Hermann Esser, Adolf Wagner und Franz Ritter von Epp als „Bestätigung wahrsten, schönsten Volkstums“. 1935 wurden 15 alte Kriegspferde mit einem Schild mit der Aufschrift „Kriegskamerad“ geehrt, das von der Stadtverwaltung gestiftet wurde.
Der Tölzer Kämmerer notierte 1937, Ziel der Nationalsozialisten sei, die Leonhardifahrt in „eine weltliche Feier, eine Bauernkundgebung“ umzuwandeln. Bei einem Treffen mit Vertretern der Stadt und des Bezirksamtes stellte NSDAP-Kreisleiter Edward Bucherer im Juli 1938 klar, dass „die Tölzer Leonhardifahrt in ihrer jetzigen Form nicht mehr in die Zeit passt“. Beabsichtigt war, aus der Wallfahrt einen großen Bauerntag zu machen, bei dem an zwei Tagen die gesamte Bauernschaft der Bezirke Tölz-Miesbach-Wolfratshausen teilnehmen sollte. Ein Festzug sollte auf das Erntedankfest Bezug nehmen. Gemäß diesen Plänen sollte ein großes Aufmarschgebiet erschaffen werden, mit „einem Meer aus Fahnen“ und einer großen Tribüne. Nach dem Festzug sollten Bauernpferderennen und SS-Reiterspiele stattfinden. 

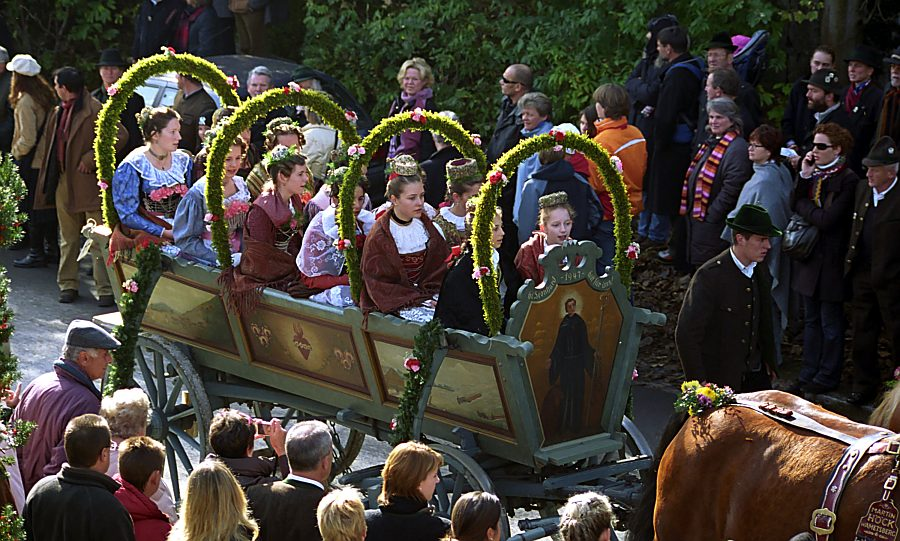
Truhenwagen (2006)

 Die Stadt Bad Tölz betrachtete diese Pläne und Entwicklungen mit Missvergnügen. Kämmerer Franz Xaver Rotterfußer hielt 1937 fest, dass „der bisherige rein religiöse Charakter der Leonhardifahrt nicht geändert werden darf“. Einladungen sollten wie bisher vom Stadtrat und dem katholischen Pfarramt erfolgen. In der Pfarrchronik war zu lesen, die christliche Manifestation sollte ausgeschaltet, und stattdessen ein weltliches Bauernfest etabliert werden. Bei dem späteren Treffen mit Kreisleiter Bucherer war davon allerdings keine Rede mehr und Bürgermeister Alfons Stollreither hielt lediglich fest, dass wenn die Tölzer Leonhardifahrt verschwinden müsse, habe dies auch für die Umritte in Benediktbeuern und Lenggries zu gelten, da die Bauern sonst schlicht auf diese Orte ausweichen würden. Für die neuen Ideen müssten zudem die Ortsbauernführer gewonnen werden, um ihren Einfluss auf die Bauernschaft zu nutzen, da die neue Veranstaltung sonst ein Fiasko würde. Kreisbauernführer Hahn-Walleiten zeigte sich mit der Umwandlung zum Bauerntag jedoch einverstanden, da das Interesse an Leonhardi mittlerweile nachgelassen habe. Rottenfußer vermerkte am 5. November 1938 in der Stadtchronik seine Befürchtung, die Leonhardifahrt würde künftig nicht mehr genehmigt, da nun ein großer Bauerntag mit Wotansfahrt stattfinden soll. Tatsächlich wurde im selben Jahr die Veranstaltung abgesagt; als Grund wurde die Maul- und Klauenseuche angeführt, wobei Rottenfußer dies nur als vorgeschobenen Grund sah, da diese zu dem Zeitpunkt längst wieder erloschen war. Dieser Ansicht schloss sich auch Kaplan Georg Hunklinger an: „Die Gründe für die Absage liegen jedoch tiefer. Man will diese christliche Manifestation aus der Öffentlichkeit ausschalten und an deren Stelle ein weltliches Bauernfest setzen.“ Die Partei wolle nur Zeit gewinnen, um den Bauerntag und dessen Finanzierung auf die Beine stellen zu können. In kleinerem Ausmaß fand die Wallfahrt in diesem Jahr aber dennoch statt. Aufgrund des Zweiten Weltkrieges fand von 1939 bis 1944 keine offizielle Wallfahrt statt. In den Jahren 1939, 1940 und 1944 erfolgte dennoch ein inoffizieller Bittgang, nach Hunklinger jedoch „kein Vergleich mit den Vorjahren“.

### Nachkriegs- und Folgezeit
Erst am 6. November 1945 fand Leonhardi wieder traditionell statt, gemäß Landrat Anton Wiedemann „unter großer Anteilnahme der Bevölkerung“. Selbst für die weiß-blauen Bayernfahnen und die schwarz-gelben Stadtfahnen, mit denen die Altstadt geschmückt wurde, brauchte es aber die Erlaubnis der amerikanischen Besatzer. 1950 wurden erstmals Leonhardizeichen (metallene Anstecker) eingeführt, die es bis heute jährlich in verschiedener Ausführung gibt. Zwar gab es bereits 1933 ein Leonhardizeichen (mit Hakenkreuz), doch blieb dies eine einmalige Ausnahme. 1955 lobte die Süddeutsche Zeitung: „Das Schönste am Leonhardifest ist, dass in Tölz kein künstlich aufgefrischtes Brauchtum im Sinne geführt wird. Da ist alles echt.“

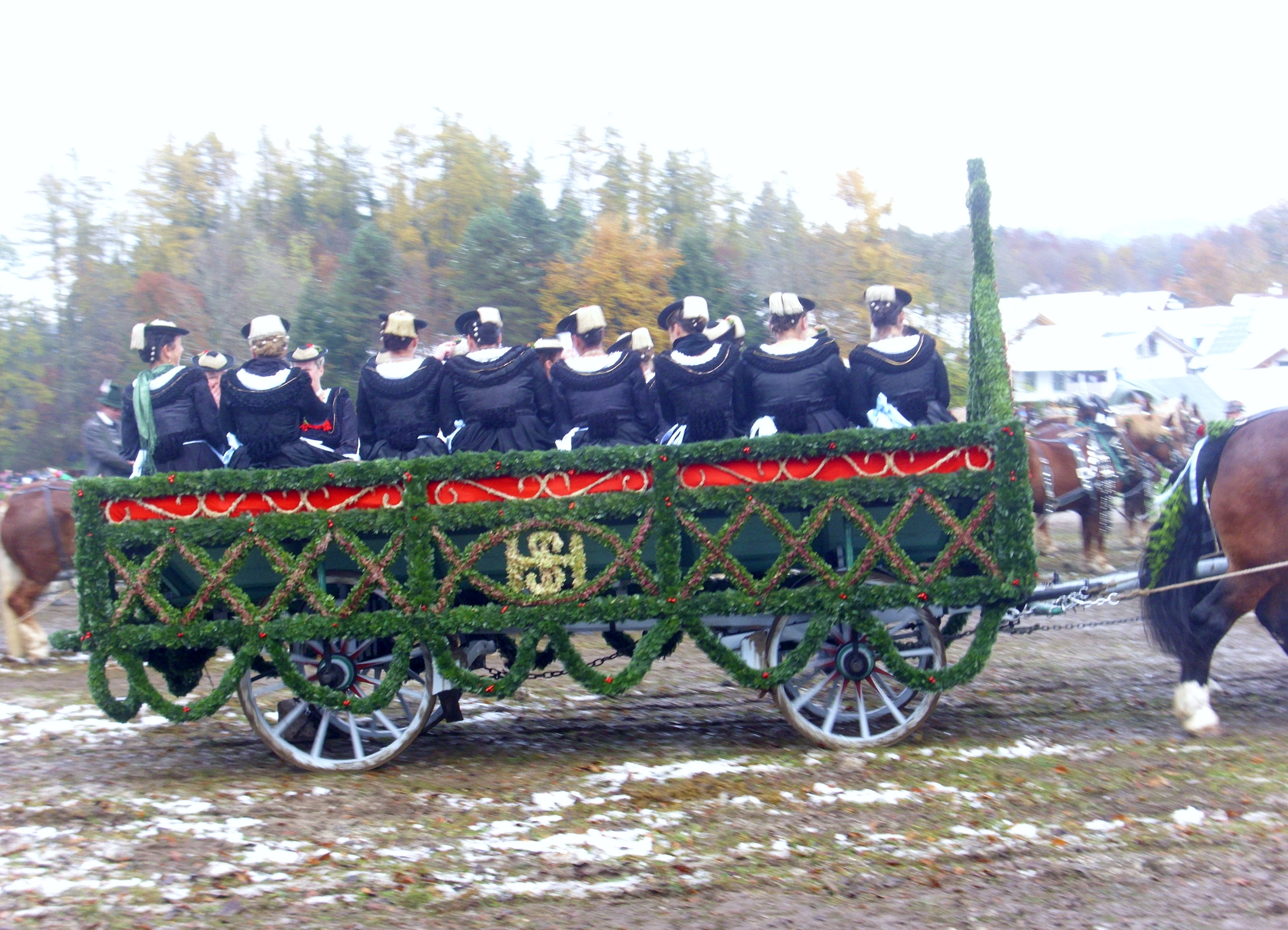
Tafelwagen mit verheirateten Bäuerinnen (2016)

In den 1960er-Jahren hatte die Leonhardifahrt massive Probleme aufgrund Pferdemangels und sinkender Teilnehmerzahlen. Der Tiefpunkt war 1970 erreicht, als nur noch 29 Wagen an der Fahrt teilnahmen, die niedrigste Zahl seit 1916. In der Landwirtschaft waren Rösser weitgehend überflüssig geworden und viele Bauern betrachteten die Pferdehaltung nun als unnötigen Luxus. Ein erneuter Aufschwung ist dabei vor allem dem Königsdorfer Pfarrer Paul Fischer (1921–2005) zu verdanken. Fischer, selbst Pferdehalter, warb jahrelang unermüdlich bei Bauern für die Pferdehaltung und die Teilnahme an der Wallfahrt. Landrat Josef Niedermaier merkte 2005 ebenfalls an, Fischer verdiene Hochachtung, da der Erhalt der Leonhardifahrt „entscheidend ihm mit zu verdanken sei“.
1971 entschied erstmals das Los über die Zugfolge. Zuvor kam es oft zu Rivalitäten unter den Bauern, was dazu führte, dass manche bereits um Mitternacht ausrückten, um vordere Plätze zu ergattern. Traditionell beginnt der Zug allerdings mit bürgerlichen Reitern mit Standarte. Darauf folgen die Wagen der Geistlichkeit, mit den Stadträten, in Gehrock und Zylinder, und Gebirgsschützen. Wiederkehrende Ausnahmen sind die Teilnahme von Münchner Großbrauereien, Paukern oder Fanfarenreitern. Die berittene bayerische Landespolizei konnte sich als Teilnehmer nicht durchsetzen. 1978 besuchte Kardinal Ratzinger, der spätere Papst Benedikt XVI. erstmals die Wallfahrt. 1983 erreichte die Wallfahrt einen neuen Besucherrekord, wobei die Schätzungen zwischen 30.000 und 60.000 Besuchern schwankten.

### Leonhardi heute
Heute beteiligen sich an der Wallfahrt jährlich rund 80 Wagen und weitere Reiter. Aufgrund der Platzbegrenzung auf dem Kalvarienberg werden selten neue Gespanne zugelassen. Je nach Datum und Witterung zieht die Leonhardifahrt in Tölz heute meist zwischen 15.000 und 25.000 Besuchern an. Traditionell fahren nur vierspännige Wagen. Großen Wert wird auf die Authentizität gelegt, weshalb nur beschlagene Holzräder, aber keine Gummireifen zugelassen sind, was Tölz von anderen Wallfahrten abhebt. Der älteste Wagen, der heute an der Wallfahrt teilnimmt, ist der Truhenwagen von Lorenz Heiß aus Heimberg aus dem Jahre 1785. Frauen ist das Reiten traditionell untersagt. Wie Kinder sind diese nur auf den Wagen zu finden. Verheiratete Frauen tragen dabei den Schalk, junge, ledige Frauen das Mieder. Teilnehmer sind vor allem Bauern aus dem Tölzer Umland, wobei die Höfe mitunter seit mehr als 100 Jahren teilnehmen. In Tölz ist dabei ausschließlich von einer Leonhardifahrt die Rede, und nicht von einem -ritt, da der Schwerpunkt klar auf den Wagen liegt.
In Tölz besitzt Leonhardi den Status als Stadtfeiertag. Schulen, Behörden, Banken und zahlreiche Geschäfte haben an diesem Tag geschlossen. Wirtshäuser öffnen bereits am frühen Morgen und bieten etwa ein Weißwurstfrühstück an. Zahlreiche Bars und Diskotheken öffnen direkt nach der Leonhardifahrt am Vormittag und haben bis zum nächsten Morgen geöffnet.

### Besucherzahlen
Quellen: bis 1976
| Jahr | Besucherzahl (etwa) | Anmerkung                                                        |
| ---- | ------------------- | ---------------------------------------------------------------- |
| 1882 | 2.000               |                                                                  |
| 1883 | 1.400               |                                                                  |
| 1895 | 5.000–6.000         | davon etwa 1.000 aus München                                     |
| 1899 | 10.000              | davon etwa 3.000 mit dem Fahrrad angereist                       |
| 1902 | 9.000               | davon etwa 3.000 mit der Eisenbahn angereist                     |
| 1903 | 5.000               | davon etwa 3.800 mit der Eisenbahn angereist                     |
| 1927 | 14.500              |                                                                  |
| 1930 | 9.200               |                                                                  |
| 1932 | 7.500               |                                                                  |
| 1933 | 9.000               |                                                                  |
| 1934 | 11.000              |                                                                  |
| 1936 | 10.500              | darunter viele Engländer und Amerikaner                          |
| 1937 | 9.500               |                                                                  |
| 1945 |                     | „Der Zustrom an Zuschauern war besonders groß“                   |
| 1951 | 10.000              |                                                                  |
| 1954 | 12.000–13.000       |                                                                  |
| 1955 | 15.000              |                                                                  |
| 1956 |                     | „Es kamen wesentlich weniger Zuschauer als in den Jahren zuvor.“ |
| 1960 | 15.000              |                                                                  |
| 1962 | 12.000              |                                                                  |
| 1971 | 20.000              |                                                                  |
| 1975 | 10.000              |                                                                  |
| 1976 | 30.000              |                                                                  |
| 2018 | 17.000–18.000       | [ 34 ]                                                           |
| 2023 | 12.000              | [ 35 ]                                                           |

## Ablauf
Der heutige Ablauf basiert nach wie vor auf den Änderungen, die Pfarrer Pfaffenberg 1856 einführte. Um 9 Uhr setzt die Wallfahrt sich vom Max-Höfler-Platz aus in Bewegung. Der Zug zieht sich durch die Badstraße, über die Isarbrücke, durch die Marktstraße, Jäger- und Nockhergasse, über den Maierbräugasteig hinauf zum Kalvarienberg. In der Marktstraße und auf dem Kalvarienberg befinden sich Tribünen für Ehrengäste, darunter auch Besucher aus den Partnerstädten. Auf dem Kalvarienberg umreiten und umfahren alle Wallfahrer die Leonhardikapelle und werden dabei von einem Geistlichen gesegnet. Aus Platzgründen auf dem Kalvarienberg wird auf das früher übliche dreimalige Umfahren heute verzichtet. Nach der Segnung aller Beteiligten findet ein Gottesdienst statt, der heute auch über Lautsprecher übertragen wird.

### Wagenformen
Bei der Tölzer Leonhardifahrt herrschen vor allem drei Wagentypen vor: Truhen-, Tafel- und Darstellungswagen (Motivwagen).

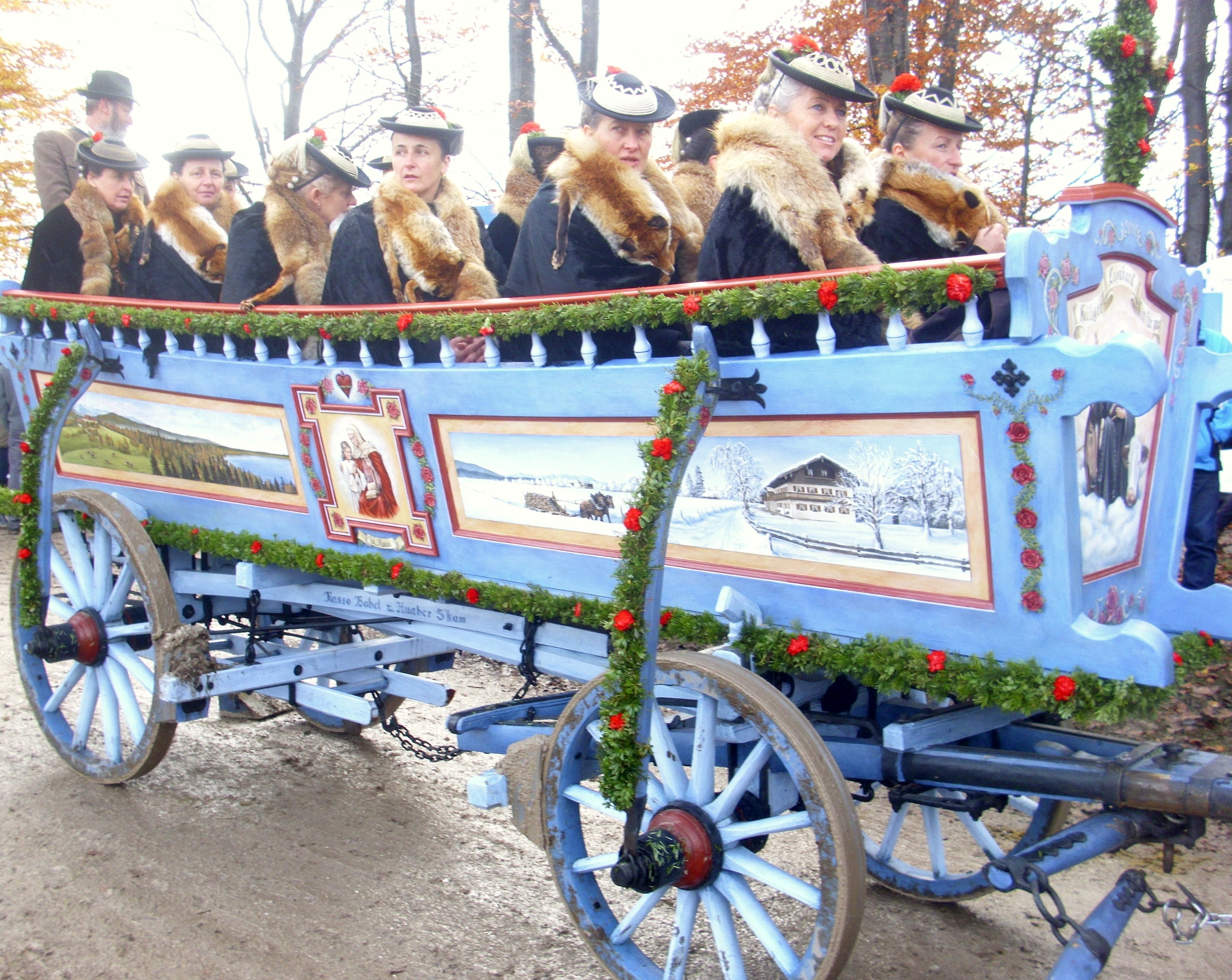
Truhenwagen (2016)

Truhenwagen, in ihrer typischen Form, dienten früher oft als Transportwagen, etwa für Kies. Ihre Form und Bauweise entspricht der jahrhundertealten Tölzer Kistlertradition. Dekoriert und bemalt sind diese Wagen wie alte Truhen und die berühmten Tölzer Kästen. Als Grundfarben dienen dabei oft ein helles blau oder grün, angelehnt an den Himmel und die bayerische Landschaft. Die Motive entspringen der bäuerlichen Glaubenswelt und zeigen oft Landschaftsmalereien, Ortsansichten, Wallfahrtsszenen, die Rose als wiederkehrendes Motiv, sowie kurze Bittgebete. In Zweierreihen sitzen in Truhenwagen meist acht bis zwölf Insassen. Die ältesten erhaltenen Truhenwagen aus dem 18. Jahrhundert befinden sich heute, teils restauriert, im Tölzer Stadtmuseum, werden wegen ihres Wertes aber nicht mehr für die Wallfahrt genutzt.
Tafelwagen waren früher meist einfache landwirtschaftliche Nutzfahrzeuge, die meist für den Transport von Heu oder Stroh dienten. Für die Leonhardifahrt wurden und werden sie gesäubert und aufwändig geschmückt, etwa mit Buchs, Almenrausch, Immergrün, Tannenreisig, Wacholder und Seidenpapier. In zwei Reihen sitzen sich hier die Insassen gegenüber, wobei diese Wagen deutlich mehr Platz bieten.

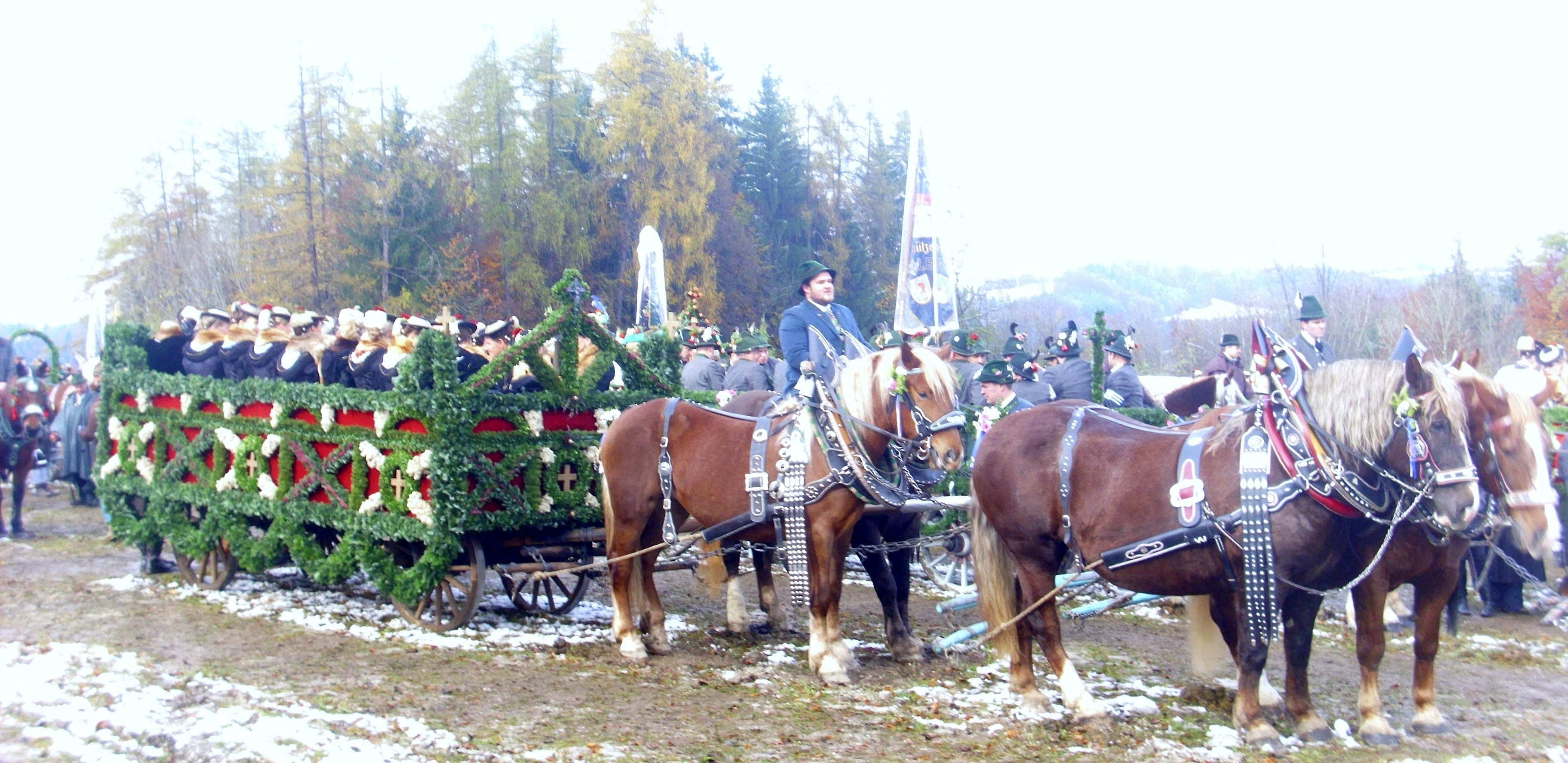
Tafelwagen (2016)

Darstellungswagen zeigen Landschafts- und Gebäudenachbildungen oder Szenen aus dem Leben Leonhards, für die meist sogenannte Brückenwagen verwendet werden. Besetzt werden diese Wagen für gewöhnlich mit kleinen Kindern.

### Vorbereitung und Schmuck
Die Vorbereitungen beginnen die Wallfahrer lange vor dem 6. November, meist Anfang Oktober, da das Schmücken der Wagen viel Zeit in Anspruch nimmt, wobei gerade die Ausschmückung der Tafelwagen viel handwerkliches Geschick verlangen. Die Vorbereitungen an Leonhardi selbst beginnen für die Wallfahrer bereits am frühen Morgen, da das Ankleiden und Frisieren Stunden dauert. Auch die Pferde werden zu diesem Anlass mit aufwändigen Zöpfen und Verzierungen an Mähne und Schweif bedacht, ihr Geschirr mit Glocken geschmückt.

### Goaßlschnalzen
Den Abschluss der Leonhardifahrt in Tölz bildet traditionell das Goaßlschnalzen in der Marktstraße. Die Wurzeln liegen dabei in heidnischem Brauchtum, wobei durch den Lärm der knallenden Peitschen böse Geister gebannt werden sollten. Mehrere Gruppen peitschen dabei gleichzeitig, wobei ein bestimmter Rhythmus beabsichtigt ist und es vor allem auf die Technik, nicht auf Kraft ankommt.

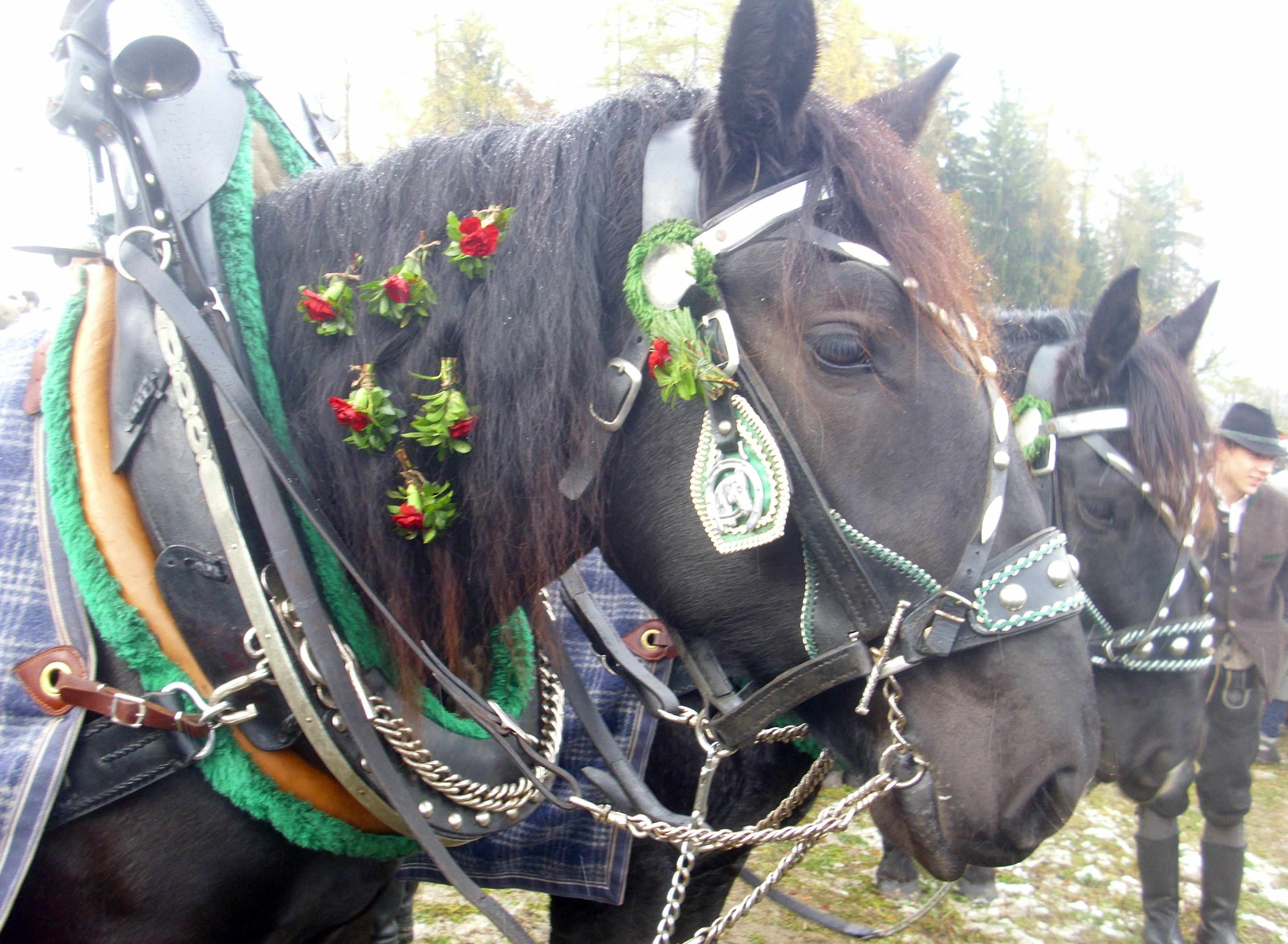
Geschmückte Pferdemähne (2016)

### Brettlhupfer
Eine wichtige Funktion erfüllt der Brettlhupfer oder Praxer. Er steht auf einem Trittbrett, an der Wagenrückseite, und hupft (springt) stets von diesem, wenn es nötig ist, den Wagen auszubremsen. Dies ist vor allem beim steilen Anstieg am Maierbräugasteig nötig. Dafür nutzen sie spezielle Holzblöcke, die „Wagenschuhe“. Auch gelten die Praxer (Fuhrknechte) als Leonhardidrescher, die mit ihren Peitschenschlägen morgens die Fahrt einläuten, um die Bevölkerung zu wecken, und stets die Peitsche knallen lassen, wenn der Zug ins Stocken gerät.

### Leonhardilader
In der Nachkriegszeit entwickelte sich in Tölz der Brauch der Leonhardilader. Wochen vor der Wallfahrt besuchen städtische Leonhardilader, aus dem eigenen Leonhardiausschuss, mit dem Bürgermeister Bauern, um diese persönlich zur Wallfahrt einzuladen.

## Die Tölzer Leonhardifahrt als Kulturerbe
Bereits 2013 erwog der Tölzer Stadtrat, eine Bewerbung für die Tölzer Leonhardifahrt als immaterielles UNESCO-Weltkulturerbe einzureichen. Der Stadtrat entschied sich zunächst allerdings dagegen, da man eine zu strikte Regulierung und Einmischung seitens der UNESCO befürchtete und man die Veranstaltung nicht aus der Hand geben wollte. Diesen Ansichten des Stadtrates widersprach allerdings Benjamin Hanke, zuständiger Referent bei der UNESCO in Berlin: „Beim Weltkulturerbe steht der aktive Schutz und Erhalt von einzigartigen Stätten im Vordergrund. Aber aktuell, beim immateriellen Kulturerbe, geht es um Bräuche, um Traditionen, die von Menschen gelebt und überliefert werden, und die sich natürlich auch verändern.“
Später besann sich der Stadtrat und teilte nun die Ansicht, eine Aufnahme wäre vielmehr ein Schutz des Brauchtums und eine Auszeichnung und 2015 wurde schließlich der Antrag auf Aufnahme gestellt. Eines der verfassten Gutachten, von Nina Gockerell, der Leiterin der Volkskundeabteilung im Bayerischen Nationalmuseum, beschrieb dabei die Leonhardifahrt als „ein exzellentes Beispiel für gewachsene Erinnerungskultur“. Sie sei „ein von religiösem Selbstverständnis und bürgerlichem Selbstbewusstsein getragenes, tief in der bäuerlichen Lebenswelt verankertes Ereignis“. Für die Tölzer Bevölkerung und die des gesamten Isarwinkels „ist sie von stark identitätsstiftender Qualität. Bei der Würdigung der Wallfahrt als immaterielles Kulturerbe dürfe die Wertschätzung tradierter Kenntnisse und Fertigkeiten nicht fehlen“. Sie listet als Beispiele die kunstvoll geflochtenen Rossmähnen und -schweife, den Blumenschmuck der Wagen, sowie die in alter Tölzer Kistlertradition gebauten und bemalten Truhen auf.
2016 wurde die Tölzer Leonhardifahrt, explizit nur diese in Bad Tölz, in die bayerische Landesliste aufgenommen und als immaterielles Kulturerbe Bayerns anerkannt. Dies wurde im Juli 2016 vom Bayerischen Staatsminister für Bildung und Kultus, Wissenschaft und Kunst, Ludwig Spaenle, verkündet.
Am 9. Dezember 2016 wurde der Tölzer Stadtrat darüber in Kenntnis gesetzt, dass die Tölzer Leonhardifahrt, nach der Anerkennung als immaterielles Kulturerbe Bayerns, nun auch in das Bundesweite Verzeichnis des immateriellen Kulturerbes aufgenommen wurde. Dies entschied die Kultusministerkonferenz, unter der Leitung der Bremer Bildungssenatorin Claudia Bogedan und der Staatsministerin für Kultur und Medien, Monika Grütters, nach einer Empfehlung des Expertenkomitees der Deutschen UNESCO-Kommission. Klaus Pelikan vom Tölzer Rathaus, Mitorganisator der Leonhardifahrt, wertete dies als „Große Anerkennung für alle Beteiligten an der Leonhardifahrt – von den Fahrern, über die Stadt und die Kirche, bis zu den Trachtenvereinen“, sowie dass „die Haltung der Stadt, die Wallfahrt so zu belassen, wie sie immer war, richtig ist“. In der Begründung für die Aufnahme wird die Leonhardifahrt dabei als „Kulturform, die die Menschen der gesamten Region um Bad Tölz verbindet“ gelobt. Weiter wurde hervorgehoben: „Die weitreichende Beteiligung der Stadtbevölkerung, vieler Bauernfamilien der Region und der lokalen Vereinsszene wirkt identitätsstiftend und integrativ. Auch die Einbeziehung von Kindern und Jugendlichen erscheint den Experten vorbildhaft. Positiv hervorzuheben sind zudem Reflexionen bezüglich Nachhaltigkeit sowie die Maßnahmen zur Wahrung des lokalen Rahmens, um das Fest nicht zu einer reinen Tourismusveranstaltung werden zu lassen.“
Die Anerkennung als UNESCO-Weltkulturerbe wird weiterhin als Ziel angepeilt. Im April 2017 wurde die Tölzer Leonhardifahrt durch Markus Söder zudem mit dem Heimatpreis Oberbayern ausgezeichnet.

## Kritik
Traditionell findet Leonhardi in Tölz jährlich am 6. November statt. Sollte dieser Tag jedoch auf einen Sonntag fallen, verschiebt sich die Veranstaltung inzwischen wieder auf den folgenden Montag. Dies war eine Reaktion der Stadt auf zunehmende Alkoholexzesse und einher gehender Probleme, wie Randale und Gewalt, die sich zunehmend steigerten und 2010 ungeahnte Ausmaße annahmen. Der Münchner Merkur berichtete: „Da taumelten Betrunkene ineinander, da gab’s Schlägereien, da wurde eine Alkoholleiche nach der anderen verarztet: Der Leonhardi-Ritt am Samstag in Bad Tölz glich teils einem regelrechten Saufgelage.“

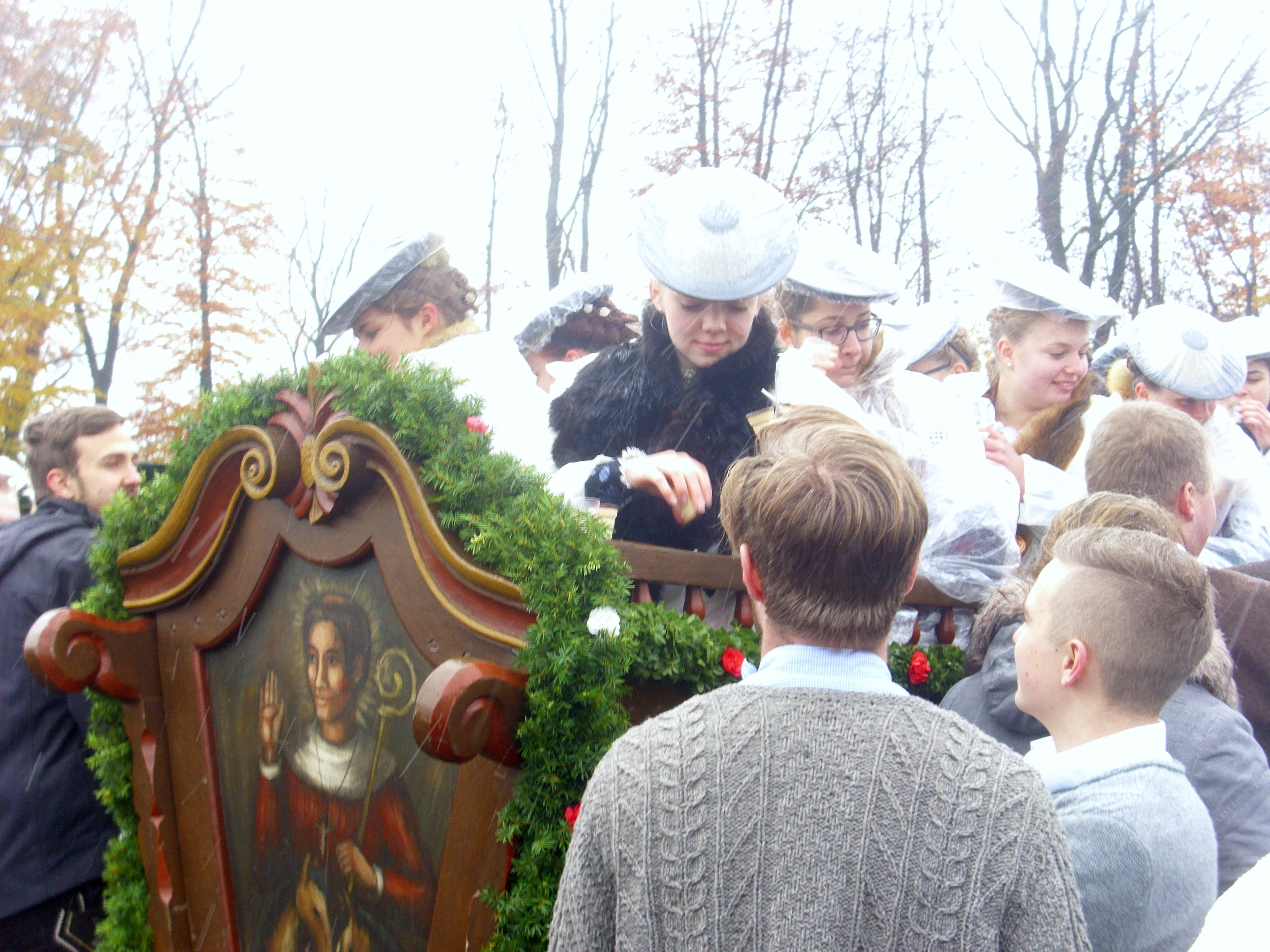
Schnapsausschank auf dem Kalvarienberg (2016)

Diskutiert wurden anschließend ein mögliches Alkoholverbot auf dem Kalvarienberg, eine Reduzierung der Freischankflächen, von denen es 31 im Jahr 2010 gab, sowie ein neues Sicherheitskonzept. Dass Leonhardi in Tölz längst „Eventcharakter“ angenommen habe, und „immer mehr zur Sauferei“ werde, beklagte auch Josef Mayr, der stellvertretende Inspektionsleiter der Tölzer Polizei. Auf ein Alkoholverbot auf dem Kalvarienberg wurde allerdings aus Traditionsgründen verzichtet.
Beabsichtigt sei auch, den Wallfahrtscharakter wieder mehr in den Mittelpunkt zu stellen. Auch Weihbischof Wolfgang Bischof vertrat diese Ansicht: „Diese Ausschreitungen haben ein schlechtes Licht auf Bad Tölz geworfen. Ich bin sehr betroffen. Es sollte alles unternommen werden, dass so etwas nicht noch einmal passiert. Hier fehlte bei manchen das Verständnis für eine Wallfahrt, bei der es darum geht, seine Anliegen vor Gott zu bringen und den Segen zu erhalten. Was mich mit Sorge erfüllt, ist das generelle Phänomen, dass mittlerweile große Veranstaltungen – seien es geistliche oder weltliche – oft zum reinen Vergnügen missbraucht werden. Da geht es nur noch ums Happening. Der eigentliche Anlass rutscht in den Hintergrund.“
Eine Verlegung der Fahrt auf Montag gab es früher bereits, aber um die Wallfahrt auch touristisch besser nutzen zu können, wurde 1966 der Samstag als Ausweichtermin bestimmt. Neben der geplanten Einschränkung von Alkoholeskapaden soll der Montag die Stadt heute zudem auch vor allzu großen Menschenmassen bewahren. „30.000 Besucher verkraftet Bad Tölz nicht“, äußerte sich Bürgermeister Janker bei der Nachbesprechung 2010, nachdem die Wallfahrt in diesem Jahr schätzungsweise 25.000 bis 30.000 Besucher anzog, eine Menschenmasse, „die nicht mehr kontrollierbar war“.
Diese Entwicklung wird inzwischen auch satirisch aufgegriffen, etwa vom Maler und Karikaturisten Hans Reiser oder dem Kabarettisten Tom Oswald, der äußerte, für junge Leute wäre heute „der einzige Kontaktpunkt zur Religion der fette Mönch auf der Augustinerflasche“, sowie dass Leonhardi „die Zeit für die schönste Nahtoderfahrung, die man sich vorstellen kann“ sei, wobei die Innenstadt zunehmend „an eine Szene aus The Walking Dead erinnere“.

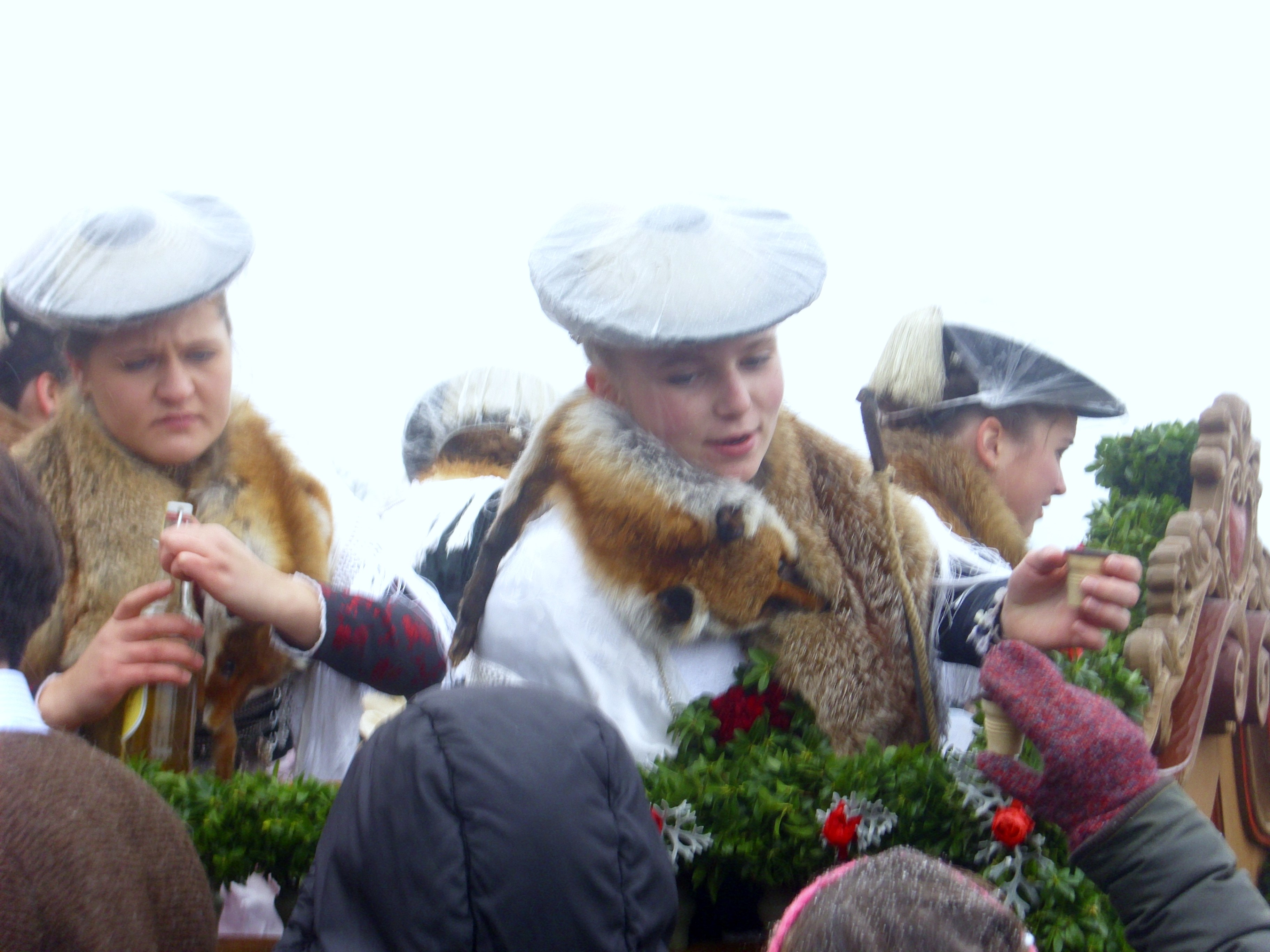
Schnapsausschank auf dem Kalvarienberg (2016)

Neu ist derartige Kritik allerdings nicht. Eine Beschreibung der Wallfahrt aus dem Tölzer Pfarrarchiv von 1803 erwähnt bereits: „Der einzige Nutzen dieser Fahrt ist für die Brauer, Köche, Metzger, Bader und Krämer. Der Nachteil hingegen fällt meistens auf die Bauern selbst, indem sie im Rausche manche Sünden, anderntags schon bereuende Frevel, begehen.“ Um 1900 beklagten Kritiker ebenfalls die Auswüchse der Tölzer Leonhardifahrt und verglichen diese mit dem Münchner Oktoberfest. Eugenio Pacelli, der spätere Papst Pius XII., beklagte nach seinem Besuch 1904, dass es ihn „sehr unangenehm berührt“ habe, dass „es sich ein paar Fahrer nicht versagen konnten, sogar bei der Benediktion mit brennenden Zigarrenstummeln im Munde diese heilige Handlung zu entweihen und ihren Hut abzunehmen unterließen“. Auch vertrat er die Ansicht, die „Bier- und Schnapstrinkerei während des Hochamtes dürfte in mehr gemäßigten Grenzen gehalten werden“. Auch nach der Leonhardifahrt 1924 beklagten einige Tölzer Bürger die Überhandnahme des Schnapstrinkens während der Wallfahrt.
Von Einheimischen wird Leonhardi ironisch auch als „BMW-Tag“ (für Bäcker, Metzger, Wirte) bezeichnet, aufgrund deren massiven Umsätze an diesem Tag.
2015 kamen erstmals Stimmen auf, die das Tragen von Fuchspelzen kritisierten, was als „geschmacklos“ und „Zumutung“ bezeichnet wurde. Veranstalter und Teilnehmer zeigten für diese Kritik jedoch kein Verständnis. Die Fuchspelze seien traditioneller Teil der Tracht. Diese befänden sich mitunter bereits seit Generationen in Familienbesitz, zudem würden keine Füchse nur wegen ihres Felles bejagt. Alexander Wandinger vom Trachten-Informationszentrum bestätigte: „Seit Jahrhunderten gehört das Rauchwerk, also Pelz, zur festlichen Kleidung. Der bäuerlichen Bevölkerung jetzt eine ‚vegane Tracht‘ zu verordnen, ist schwer zu vermitteln“. Die Fuchspelze kamen etwa um 1910, 1920 aus der städtischen Mode ins bäuerliche und bürgerliche Festtagsgewand und ersetzten Tücher und Schals. Seitdem gehöre der Fuchspelz zum Miedergewand, Schalk und Spenzer: „Das war etwas Kostbares und ist es bis heute.“

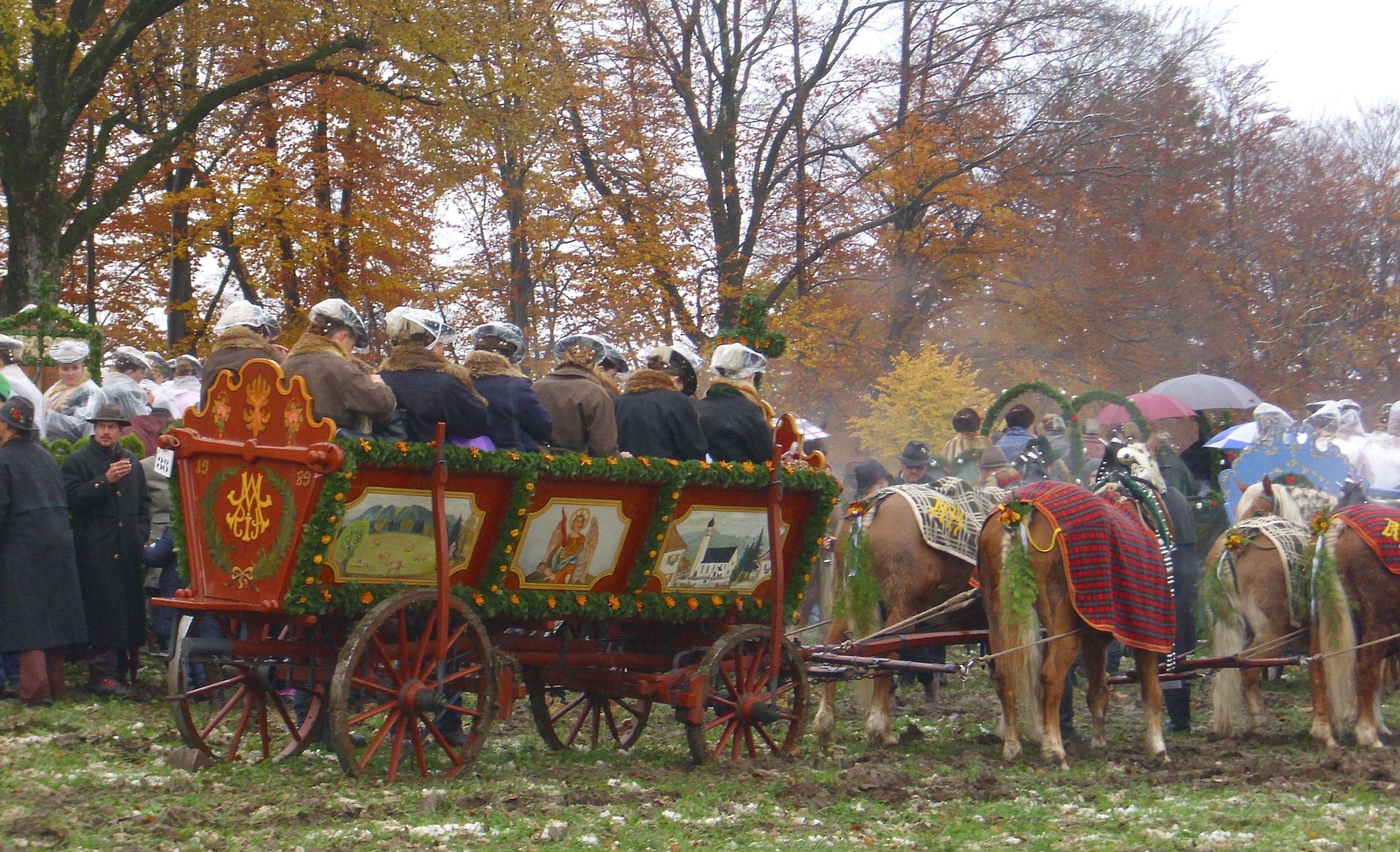
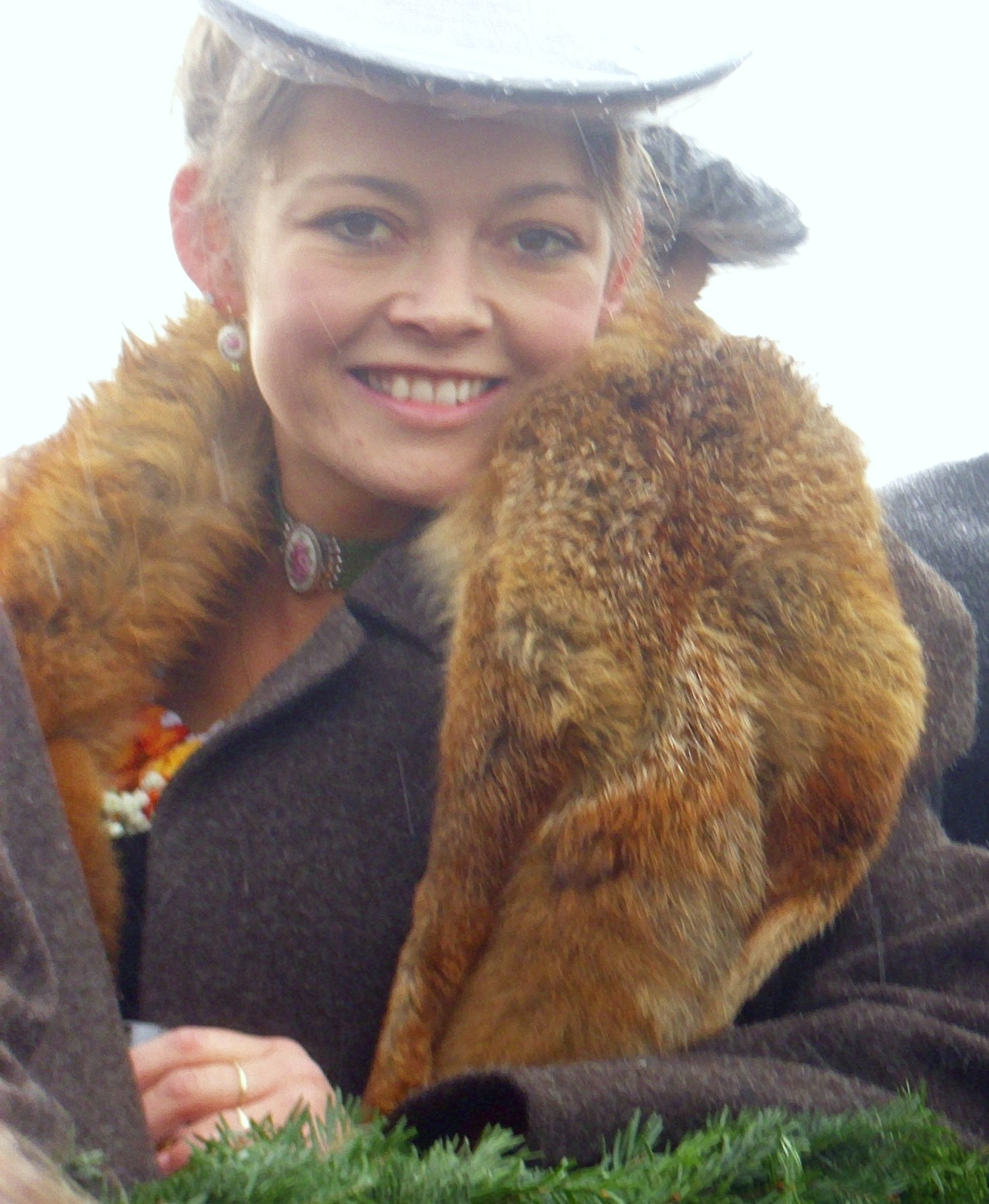
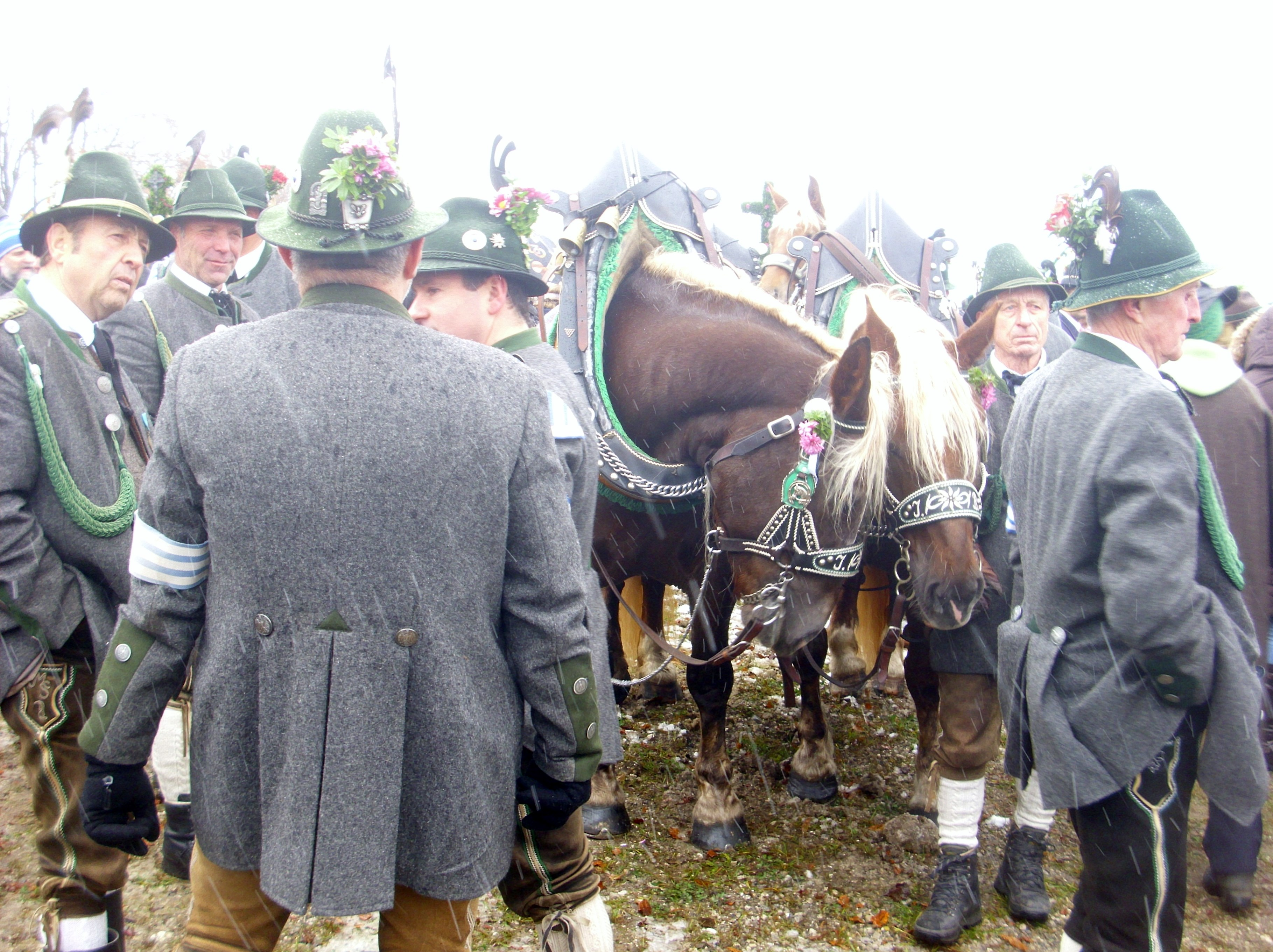
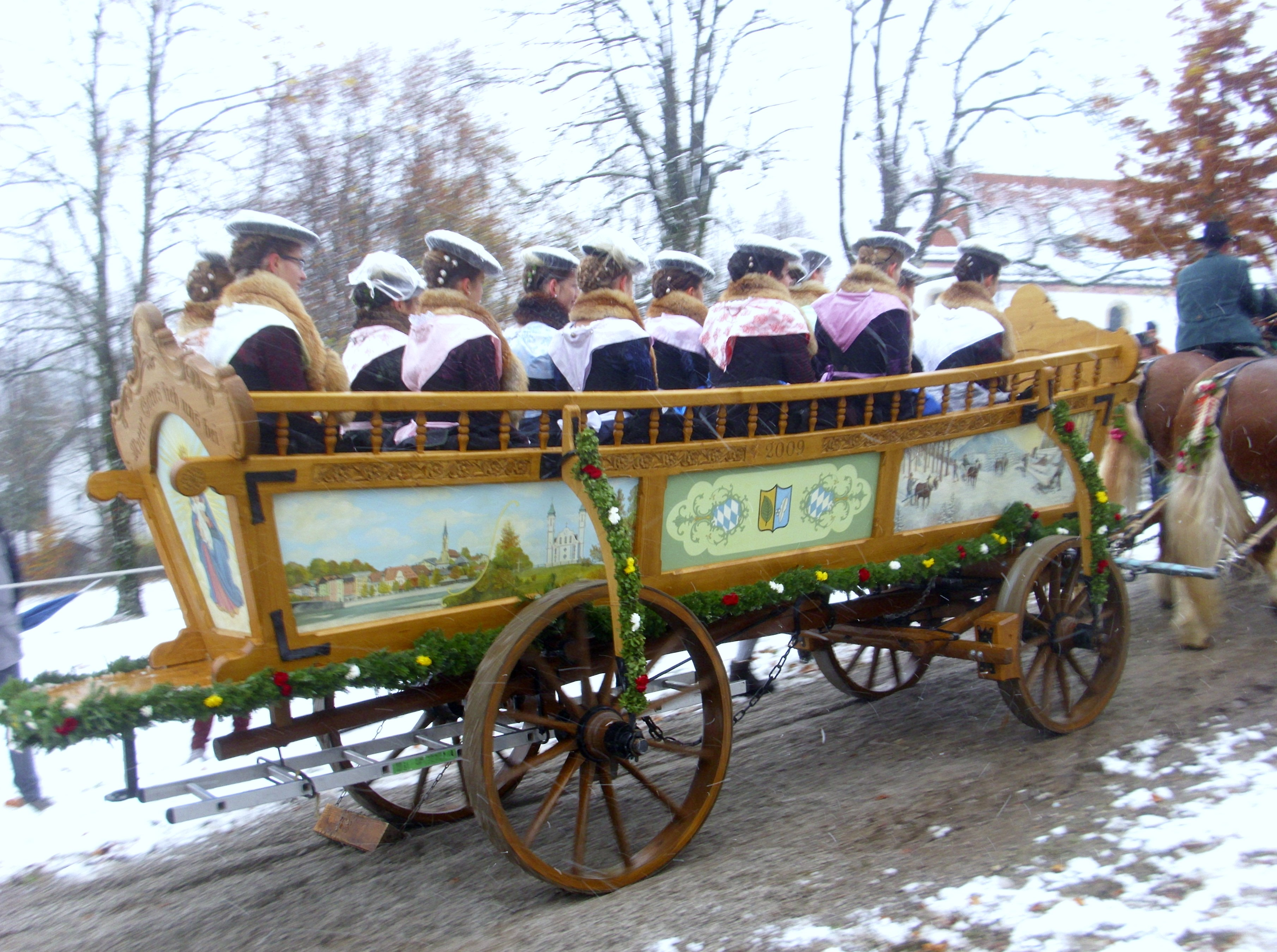
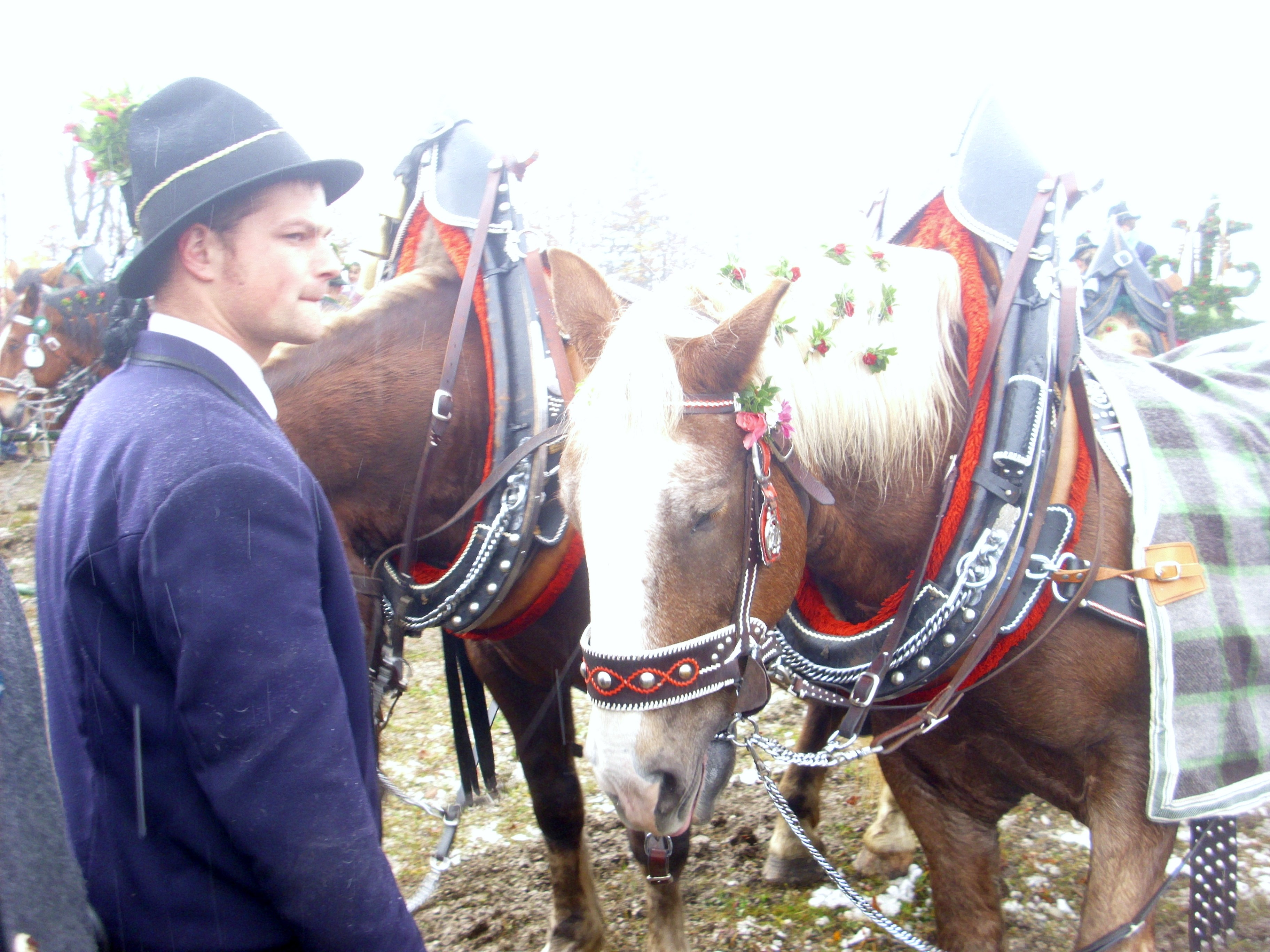
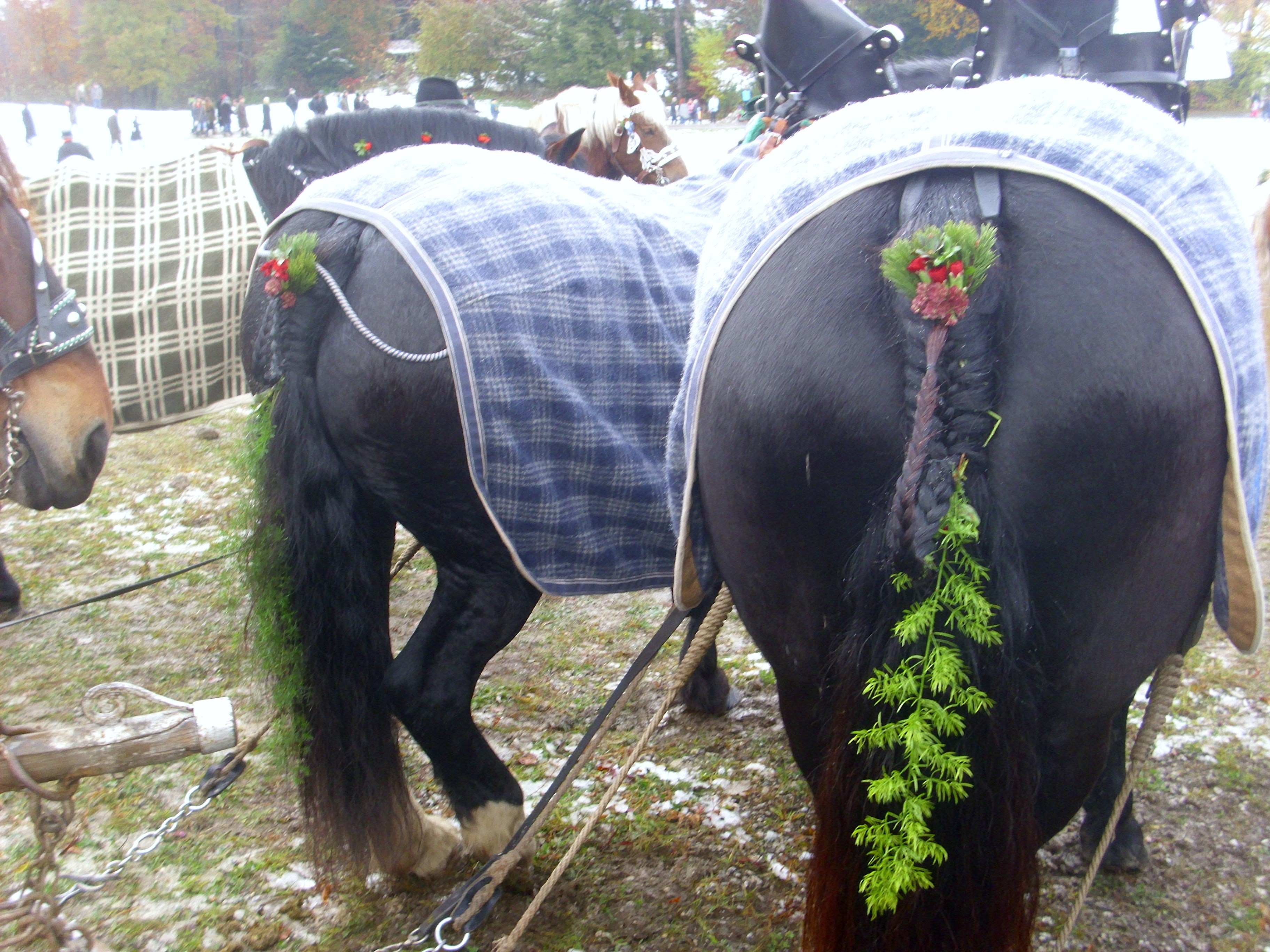